# Drosophila procardinoides
Drosophila procardinoides este o specie de muște din genul Drosophila, familia Drosophilidae, descrisă de Frydenberg în anul 1956. Conform Catalogue of Life specia Drosophila procardinoides nu are subspecii cunoscute.